# Randvärdesproblem
Randvärdesproblem är ett matematiskt problem där randvärden (randvillkor) för en funktion är kända, tillsammans med en differentialekvation. En lösning till randvärdesproblemet är en lösning till differentialekvationen som också uppfyller randvillkoren.